# اثر ژول–تامسون

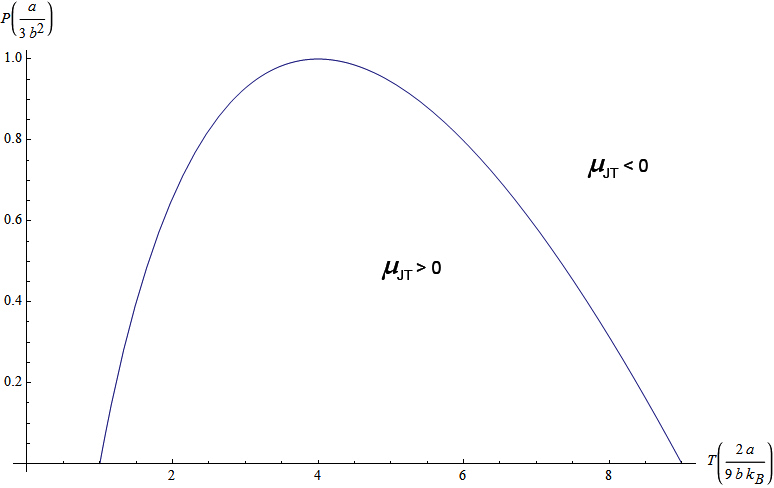
منحنی وارونگی ژول تامسون برای گاز واندروالس در نمودار p-T

اثر ژول-تامسون (انگلیسی: Joule–Thomson effect) در ترمودینامیک به تغییرات دمای ایجاد شده در اثر تغییرات فشار در آنتالپی ثابت نسبت داده می‌شود، که بیانگر تغییرات ترمودینامیکی در گاز یا مایع، هنگام عبور از یک ولو یا دریچه متخلخل می‌باشد. به مقدار نسبت این تغییرات نیز ضریب ژول- تامسون گویند.

## ضریب ژول- تامسون (کلوین)
نرخ تغییر دما نسبت به فشار در یک فرایند جول-تامسون (یعنی در حجم ثابت) میباشد:
{\displaystyle \mu _{\mathrm {JT} }=\left({\partial T \over \partial P}\right)_{H}={\frac {V}{C_{\mathrm {p} }}}(\alpha T-1)\,}